# 仮面ライダー THE NEXT
『仮面ライダー THE NEXT』（かめんライダー ザ ネクスト）は、2007年10月27日に公開された仮面ライダーシリーズの映画作品。
キャッチコピーは、「すべてを超える。」「アクションに酔え。 怪奇に震えろ。 これがNEXTエンタテインメントだ。」。

## 概要
映画『仮面ライダー THE FIRST』の続編。
主役は前作と同様、本郷猛 / 仮面ライダー1号で、一文字隼人 / 仮面ライダー2号も前作から継続して登場。本作品には風見志郎 / 仮面ライダーV3が敵として登場する。また、本作品の重要役として、テレビシリーズ『仮面ライダーV3』には登場しなかった風見志郎の妹・ちはる（Chiharu）が登場。
本作品におけるV3は、テレビシリーズの「ライダー1号・2号に改造された」という設定と異なり、「ショッカーによって改造された改造人間（V3＝Version 3）」という設定である。V3＝風見志郎役には、『仮面ライダーカブト』で仮面ライダードレイク / 風間大介を演じた加藤和樹が、風見ちはる役には『仮面ライダー響鬼』で持田ひとみを演じた森絵梨佳が起用された。その他、ライダー作品に出演経験がある石田未来らも共演している。ショッカー首領の声は第1作『仮面ライダー』と同じ納谷悟朗が担当した。
スタッフでは、監督が前作の長石多可男から、平成仮面ライダーシリーズの多くの劇場版を作ってきた田﨑竜太に交代した。脚本の井上敏樹、音楽の安川午朗など、その他のメインスタッフはほぼ前作から続投している。
恋愛映画の要素を大胆に取り入れていた前作に対し、白倉のテイストを1作ごとに変えていくというシリーズコンセプトに基づいて、本作品では大人向けの仮面ライダーを確立するというコンセプトのもと、漫画版『仮面ライダー』や昭和テレビシリーズの序盤で見られた「怪奇性」が強調され、ジャパニーズホラーのテイストやバイオレンス描写が多く盛り込まれた「ホラーアクション」としての色彩を濃くしており、恐怖感を煽る場面も多い。このため、仮面ライダー映画としては初のPG-12指定をあえて狙った作品となった。
劇場公開版では一文字の「死」がカットされている。これは、出来上がりを見た上で「一文字が死ぬシーン」で終わるより、実際に公開された「戦い終えて去っていく」というシーンのほうが効果的であると思ったためであり、『新・必殺仕置人』の念仏の鉄のようにテンションが高いままで死んでいったほうがいいと田﨑は語っている。セル用DVDでは劇場公開版を「RELEASE Ver.」、このシーンを追加したものを「EXTENSION Ver.」と呼び、いずれかを選択して再生するマルチエンディング仕様になっている。

## あらすじ
本郷猛と一文字隼人がショッカーを裏切り、組織と激闘を繰り広げてから2年が過ぎた。本郷は城南大学附属高校の生物教師となったが、生徒からの信頼は得られず、うだつの上がらない日々を送っていた。そんな中、世間では顔面を無残に切り刻まれた惨殺死体が次々と発見され、同時に奇妙な噂が広まっていた。事件現場には、国民的アイドル・Chiharuの曲が必ず流れているという。
ある日、本郷は教え子で問題児である菊間琴美の家庭を訪問した後、琴美が親友であるちはるの自宅マンションに向かうのを追う。しかし、そこで待っていたのは衝撃的な事実と、ショッカーの襲撃であった。ショッカーの改造人間チェーンソーリザードと、6人の量産型ホッパーショッカーライダーの襲撃を受け、必死に逃げる中、琴美はダメ教師でしかないはずの本郷がホッパー＝仮面ライダー1号として戦っている姿を目撃する。
本郷の力を知った琴美は、自分がChiharu＝風見ちはると親友であること、ちはるの身に何らかの異常が起きているらしいことを打ち明け、本郷に真相解明の手助けを依頼する。彼らは事態の把握のため、ちはるの兄、風見志郎の元を訪れる。しかし、風見は再度襲撃してきたチェーンソーリザードやショッカーライダーたちとともに、本郷に襲いかかる。彼は、ナノロボットによる改造手術を受けたショッカーの新たなる尖兵、ホッパー・Version 3だった。

## 登場人物
本郷と一文字を除き、前作の主要人物は登場しておらず、その関連についても触れられていない。
本郷 猛（） / 仮面ライダー1号
ショッカーの手により、ホッパー＝仮面ライダー1号として改造された男。洗脳が解けてショッカーを脱走してから2年が経過した現在は、城南大学付属高校の生物教師として過ごしている。しかし、教師としての威厳は皆無で、担任するクラスも学級崩壊状態に陥り、生徒には小馬鹿にされている。中盤では学校付近でチンピラに乱暴されそうになった教え子の琴美を守るために20倍の腕力を発揮し、チンピラが乗る自動車やバイクを破壊したところを生徒たちに目撃され、怯えられる。この琴美との出会いをきっかけとして、再びショッカーに立ち向かうこととなるが、高校については後に解雇処分となった。

一文字 隼人（） / 仮面ライダー2号
本郷と同じくショッカーの手により、ホッパー＝仮面ライダー2号として改造された男。かつてはショッカーの裏切り者である本郷を抹殺するために送り込まれた刺客であったが、ふとしたきっかけで彼と共にショッカーと戦う道を選んだ。
現在はリジェクションから繋がる死の恐怖に苦しみ続けながら、それを紛らわそうと夜な夜な繁華街で豪遊し、酒に溺れる享楽的な日々を過ごしている。常に身に着けているスカーフとグローブは、リジェクションで浮き上がった血管を隠すためのもの。

風見 志郎（） / 仮面ライダーV3
ホッパー・Version 3＝仮面ライダーV3に変身する青年。IT企業「エクサストリーム」を立ち上げてトップ企業に押し上げ、若くして時代の寵児に上り詰めたが、2か月前に発生した同社社員失踪事件の直後から社会との関わりを絶って別荘に篭り、ワインのデカンタージュに興じるなど退廃的な日々を過ごしていた。実は失踪事件はシザーズジャガー率いるショッカーの実験によるものであり、無差別テロ同様のナノロボット散布実験に適合して生き残った結果、強靭な新型改造人間となった。そして、裏切り者の本郷と一文字を抹殺する命を受け、彼らと敵対する。初戦では「年代物のワインが若かったから」という私的な理由をつけて本郷に襲いかかり、自身の正体がV3であることを明かした。
しかし、妹のちはるが自殺を図ったことなどを機にショッカーを裏切ると、1号や2号とともにショッカーの秘密基地であるレストラン「LEGEND OF GATHERING」に乗り込むが、人としての形すら半ば保てなくなるほど暴走状態が進んだChiharu精神体を救う術は無く妹の苦しみを終わらせるために自ら終止符を打つ。
炎が立ち上る中、無気力状態で項垂れていたところを1号・2号に救助され生還する。

菊間 琴美（）
本郷の教え子で、両親が離婚後に双方とも蒸発したため、一人暮らしをしている。
気が強く人付き合いが苦手なため、クラスでは浮いた存在となっており、学校も休みがち。唯一の親友であるChiharuからの連絡が突如途絶えたため、単身その真相を追う。当初、本郷には反感を抱いていたが、彼女を嫌う女子生徒とチンピラに乱暴されていたところを救われたことで徐々に心を開き、やがては本郷の正体やChiharuの身に起こった悲劇の真実を目の当たりにすることになる。本郷に救われて以降は改造人間のことも「一人の人間」として見るように改め、本郷の良き理解者となる。一人で懸命に輝いたChiharuの現状を知らずにショッカーへの心酔を続ける志郎には、「着飾っているだけで自分の力で輝いていない」と厳しい言葉を投げかけ、最終的に本郷たちに協力させるきっかけを作った。
本郷のことを他の生徒同様「猛」と呼び捨てしていたが、最終的には以前の怪力騒ぎで解雇処分となった彼をようやく「先生」と呼ぶようになった。

風見 ちはる（）
風見志郎の妹であり、連続猟奇殺人事件に関与している神出鬼没な謎の存在。現世では国民的人気アイドル歌手のChiharuとして暗躍し、持ち歌の「Platinum Smile」を聴いた者の前に必ず現れる。そして、ちはるを見た者は全員猟奇殺人事件の被害者となっている。
本物のちはるはエクサストリーム社でのナノロボット散布実験に巻き込まれており、適合したことによって改造され、身体に変化が起こっていたが、同事務所のアイドルである谷口由香里と戸塚尚子に妬まれ、軽傷を目的として階段から突き落とされた弾みで顔から配電盤に激突し、感電してしまう。その際に負った顔の左半分の重度な火傷は整形手術でも回復不能なくらいに醜く爛れたうえ、配電盤の高圧電流の影響で暴走したナノロボットによって複眼を持つ怪人の容貌を呈していた。悲観の末に自身の時計を形見のつもりで兄の志郎に送り、投身自殺を図るが、怪人と化した身体では飛び降りた程度では死ねなかったうえ、全身でナノロボットの暴走が進行した結果、より醜悪な姿と化してしまう。
ちはるの身体は、機密保持のために回収したショッカーの秘密基地の中にある遺棄施設に廃棄物として収容・監禁されていたが、自由に身動きの取れない本体の代わりに分身となる包帯姿のChiharu精神体を分離・実体化させて操り、世間に出ているChiharuが偽者とは知らずに「Platinum Smile」を聴くファンや整形によって自身に成り代わって活動する影武者の2人、さらにはマネージャーや社長などのプロダクション関係者など、手当たり次第に背面から包帯を変化させた半透明の光の触手で切り刻んで殺害していたが、親友である琴美だけは唯一殺せずにいた。最後は、暴走する自身の能力を止めたいという意志を志郎に告げて絶命し、精神体も消滅した。
だが、精神体は別に本体から分離して独自に行動し続けていると思われ、エンドロール後のシーンでは、パチンコ店で「Platinum Smile」を聴きながら『CRぱちんこ仮面ライダー ショッカー全滅大作戦』を打っていた男性を、筐体から手を伸ばして襲っている。

進藤
芸能事務所「トライスタープロモーション」の社長。Chiharuのことを「滅んではいけないアイドル」と称し、ちはるが再起不能となっても他のアイドルを整形手術でChiharuに仕立てていたが、Chiharuと化した女性アイドルたちがChiharu精神体に殺害されていたことについては知らなかった。最後は、山崎と共に事務所でChiharu精神体に殺害される。
- 進藤の眼鏡は田﨑竜太の私物をそのまま小道具として使用したもの。
- 田﨑は、進藤について「人間が持つ一部分を提示し、社会に偏在するショッカー以外の悪として描いている」と語っている。

山崎
「トライスタープロモーション」でのChiharuのマネージャー。仕事に誠実で社長・進藤の言いなりであり、他のアイドルを利用したChiharuの顔への整形手術にも反対しない。替え玉のこともChiharuちゃんと呼び続けていた。最後は、進藤と共に事務所でChiharu精神体に殺害される。

戸塚 尚子（）
Chiharuを妬んでいた新人アイドルの一人。人気アイドルのChiharuを妬んで階段から突き落とし、彼女が自殺を図る原因を作った。
その後、本郷と琴美に出会った時までは整形手術によって自身がChiharuに成り済まし、高層マンションでの生活を満喫していたが、ある日Chiharu精神体に襲撃されて地上へ落下し、Chiharuの秘密を琴美に言おうとして息絶えた。

谷口 由香里（）
尚子と共にChiharuを自殺へ追い込んだ新人アイドルの一人。Chiharuを妬んではいても、階段から突き落とすのはやり過ぎと考えていたが、尚子には逆らえず、実行してしまう。尚子の死亡後に整形手術を受け、二代目のChiharuとなって表舞台に立っていたが、罪悪感と他人の顔で過ごす恐怖から錯乱し、琴美にすべてを打ち明ける。最後は、Chiharu精神体に襲撃されて斬首される。

教頭
城南大学付属高校の教頭。職業に真面目な人物で本郷の善き理解者だが、学校内でのトラブルが保護者を巻き込むような問題に発展することを恐れ、事なかれ主義のままでいる。その結果、本郷の解雇処分を防ぎきれなかった。

岡村
Chiharuファンクラブの会長。琴美に頼まれてChiharuのことを話す予定だったが、そのために琴美に会おうとしたところを車内でChiharu精神体に襲撃され、殺害される。

照夫
Chiharuのファンである引きこもりの青年。物語序盤、自室のパソコンで「Platinum Smile」のPVを見ている途中でChiharu精神体に襲撃され、殺害される。

## ショッカー
世界を裏から操る謎の秘密結社。本作品では新たに細菌レベルに極小化されたナノロボットによる肉体改造技術が導入されており、これは空気中に散布されたナノロボットが対象となった人間の体内に入り込み、一瞬で（本人も気づかないうちに）肉体を内側から改造できる。それによって誕生した改造人間は、体の一部に武器が備わっている・リジェクションを必要としない・軽微な傷なら短時間で自己修復する・ショッカーへの忠誠心がより強くなるなど、あらゆる面で以前よりも発達した技術である。ホッパーVersion 3となった風見志郎と、その妹・ちはるはこのナノロボット散布実験の対象者になっている。その反面、ナノロボットは致死率の高い細菌兵器としての側面も持っており、改造の成功率は極めて低い。前記のちはるのように多くの人間はナノロボットに適合できず醜悪な姿と化した後、死んでしまう。改造の際には、対象者が適合できるか否かを問わず無差別にナノロボットを大気中に散布するため、改造が終わった後はナノロボットに適合できたわずかな者だけが生き残り、その周囲には不適合者の死体の山が築かれることになる。基地内で首領の命令を受ける際、怪人たちは全裸に仮面だけを手にした姿で待機していた。
ホッパー1号（仮面ライダー1号）、ホッパー2号（仮面ライダー2号）、ホッパーVersion3（仮面ライダーV3）
ホッパー1号は本郷猛が、ホッパー2号は一文字隼人が、ホッパーVersion3は風見志郎がそれぞれ変身する、バッタの能力を持った改造人間。

シザーズジャガー
「LEGEND OF GATHERING」と呼ばれるレストランのオーナーを務める眼鏡の男（本名は不明）が特殊強化服を装着し、マスクを被ることで変身する。テンションの高いエキセントリックな口調が特徴である。ナノロボットを日本全土に散布して改造人間を大量に作る計画の指揮を執り、風見志郎を含むエクサストリーム社社員のナノロボットによる改造実験作戦の指揮官として行動した。
両手の巨大なブレードが武器で、その切れ味はビルの壁を紙のように切り裂き、容易に人間の首を切断する。ブレードを合わせて巨大なハサミとして扱うこともできる。ブレードは普段は使わずに収納しているため、通常時はグローブを装着している。また、動きもトリッキーで変幻自在に相手を翻弄する。
レストラン「LEGEND OF GATHERING」もレストランとしての姿は仮初めでしかなく、その地下にはショッカーの秘密基地があった。
最終決戦では次世代改造人間としての戦闘能力を遺憾なく発揮し、1号と2号は束になってもその高い戦闘能力の前に苦戦を強いられる。しかし、最終的には1号と2号のライダーダブルキックとダブルアッパーカットの連続攻撃を受け、爆散した。
- 『仮面ライダーV3』のデストロン怪人「ハサミジャガー」のリメイクであるが、本作品ではショッカー所属の改造人間である。
- ハサミジャガーが映画『マッドマックス』の悪役に似ていることから、メタル系の装飾が成されている。デザイン画での名称は「ハイブリッドジャガーボーグ」。

チェーンソーリザード
エクサストリーム社の社長秘書であった女が黒い特殊強化服を装着し、マスクを被ることで変身する。ナノロボットによる改造前は貞淑で礼儀正しい風見の優秀な秘書であったが、改造後は奔放で残虐な性格に一変し、妖艶な振る舞いも見せるようになった。
右腕の巨大チェーンソーは着脱可能な武器であり、恐るべき切れ味を誇るだけでなく改造の影響で自己生成能力も備えているため、もぎ取られても即座に再生される。最後は、「LEGEND OF GATHERING」の地下（ショッカーの秘密基地の地下）においてV3のV3反転キックを受け、爆散した。
- 『仮面ライダーV3』のデストロン怪人「ノコギリトカゲ」のリメイクであるが、本作品ではショッカー所属の改造人間である。また、チェーンソーに市松模様がついているのはノコギリトカゲへのオマージュであり、関連書籍によるとチェーンソーを起動させても模様に変化がないことを知りつつ採用したという。女性怪人という点も共通している。
- デザイン画での名称は「ハイブリッドリザードボーグ」。

ショッカーライダー
全員がナノロボットで改造された上級戦闘員。オリジナルのホッパーである2人はショッカーを裏切っているが、彼らが改造人間の中でも高い潜在能力を秘めていたことから、ホッパータイプが次期主力改造人間として採用され、ホッパーの量産型となるショッカーライダーが生み出されることとなった。
- V3のように正式なナンバリングは施されていないが、デザイン上のコンセプトは「1号・2号からV3への過渡期」とのことである。

ショッカー戦闘員
本作品では黄色い防護服を着用した科学班員も存在しており、シザーズジャガーの指揮下でナノロボットの散布に当たっている。また、本作品での役割は輸送や実験の支援に移行している。

ショッカー首領
シザーズジャガーたちに指令を下すショッカーの首領。その姿を現さず、基地の中央部に設置されたショッカーマーク型のレリーフから、壮年の男性の声のみで指令を下す。

## キャスト
- 本郷猛 / 仮面ライダー1号 - 黄川田将也
- 一文字隼人 / 仮面ライダー2号 - 高野八誠
- 風見志郎 / 仮面ライダーV3 - 加藤和樹
- 菊間琴美 - 石田未来
- 風見ちはる - 森絵梨佳
- チェーンソーリザード - 益子梨恵
- 山崎 - 六角慎司
- 生徒[注釈 8] - 仲村瑠璃亜[12]
- 生徒[注釈 8]  - 藤森麻由[12]
- 加藤愛乃
- 男子生徒A[注釈 8]  - 堀井茶渡[12]
- 谷口由香里 - 川原真琴
- 戸塚尚子 - 夏山千景
- 森田猛虎
- 雑誌記者 - 田谷淳[13]
- 平野靖幸
- レストランの男性[注釈 8] - ガラパゴス小林
- アリサ・ギアー
- 藤野晃
- 大瀧麻紀子
- 八巻博史
- 真田あゆみ
- 新虎幸明
- 白咲優愛
- 鳥井裕美
- 小野貴子
- 深沢尚吾
- 福島和宏
- 岡村[注釈 8] - 松山幸次[14]
- ホステス - 浮田久重[15]
- 天彩音のん
- パチンコ店の客 - 久保田悠来[16]
- 会社員[注釈 8] - 佐藤貢三[17]
- 照夫の母 - 風祭ゆき[18]
- クラブのママ - 未來貴子[15]
- 教頭 - 斎藤洋介
- 進藤 - 嶋田久作
- シザーズジャガー - 田口トモロヲ

### 声の出演
- 首領 - 納谷悟朗
- ショッカー戦闘員、ショッカーライダー - 塩野勝美[19][注釈 9]

### スーツアクター
- 仮面ライダー1号[1][20] - 前田浩
- 仮面ライダー2号[1][8]、ショッカーライダー[1] - 秋山智彦
- 仮面ライダーV3[1][8]、ショッカーライダー[1][8] - 伊藤慎
- シザーズジャガー - 渡辺智隆[1][21]
- チェーンソーリザード[1][22] - 日野綾子
- 大橋明
- 佐々木俊宜
- 舟山弘一
- 川名求己
- 杉原明
- 江澤大樹
- 稲留正樹
- 中野賢一朗
- 飯島浩和
- 帯金伸行
- 熊田弥生
- 遊木康剛
- マーク武蔵
- 吉田瑞穂

## スタッフ
- 原作：石ノ森章太郎
- 脚本：井上敏樹
- 音楽：安川午朗
- 製作：石井徹（東映ビデオ）、中曽根千治（東映）、古玉國彦（東映チャンネル）、福中脩（東映エージエンシー）
- 企画：日達長夫（東映ビデオ）、吉田順（東映）、金子建（東映チャンネル）、松田英史（東映エージエンシー）
- エグゼクティブプロデューサー：鈴木武幸
- スーパーバイサー：小野寺章（石森プロ）
- 撮影：田中一成（J.S.C.）
- 美術：和田洋
- 編集：大畑英亮
- 助監督：高橋浩
- 照明：三重野聖一郎
- Bキャメ撮影：菊池亘（J.S.C.）
- 録音：室薗剛
- ワイン指導：井出玲子（酒ごはん研究所）
- 絵コンテ、イメージボード：奥山潔（チュウチュウ・コンビナート）
- プロデュース補：大森敬仁
- VFX：スタジオガラパゴス
- VFXスーパーバイザー：小林真吾
- VFX協力：円谷プロ KiDS・CGI-ROOM
- キャラクターリファインデザイン：出渕裕
- 特殊衣裳造形：竹田団吾
- 特殊メイク・コーディネイト：原口智生
- ライダーマシンプロデュース：青木宣篤
- アクション監督：横山誠（AAC STUNTS）
- プロデュース：加藤和夫（東映ビデオ）、矢田晃一（東映エージエンシー）、白倉伸一郎、武部直美
- 製作プロダクション：東映東京撮影所
- 『仮面ライダー THE NEXT』製作委員会：東映ビデオ、東映、東映チャンネル、東映エージエンシー
- 監督：田﨑竜太

## 音楽
主題歌「CHOSEN SOLDIER」
作詞：ISSA / 作曲：Daisuke "D.I" Imai / 編曲：Daisuke "D.I" Imai / 歌：ISSA
挿入歌「Platinum Smile」
作詞：小坂りゆ / 作曲：LOVE+HATE / 編曲：LOVE+HATE / 歌：小坂りゆ

## 映像ソフト化
通常版、コレクターズエディション、Blu-ray版共に本編は劇場公開版「RELEASE Ver.」と未公開シーンを追加し、再編集した「EXTENSION Ver.」の2種類を収録したマルチエンディング仕様となっている。
- 仮面ライダー THE NEXT 通常版（DVD1枚組、2008年4月21日発売）
  - 映像特典
    - 特報
    - 劇場予告
    - TVスポット（15秒 / 30秒）

  - 音声特典
    - オーディオコメンタリー（黄川田将也×監督：田﨑竜太 / 劇場公開版「RELEASE Ver.」のみ）
- 仮面ライダー THE NEXT コレクターズエディション（DVD3枚組、2008年4月21日発売）
  - ディスク1：本編DVD（通常版と共通）
  - ディスク2：特典DVD1
    - メイキング オブ 仮面ライダー THE NEXT
    - 森絵梨佳のCG現場体験ルポ
    - 仮面ライダーTHE NEXT MOVIE PREVIEW アクション編（Yahoo!動画配信用）
    - 仮面ライダーTHE NEXT MOVIE PREVIEW ホラー編（Yahoo!動画配信用）
    - 仮面ライダーTHE NEXT MOVIE PREVIEW プロモーション用
    - Platinum Smile PV

  - ディスク3：特典DVD2
    - 製作発表記者会見（2007.7.4）
    - スペシャルナイト（新宿バルト9 2007.10.19）
    - ISSA×「仮面ライダーTHE NEXT」インストアイベント（タワーレコード渋谷店 2007.10.21）
    - 初日舞台挨拶 関東（2007.10.27）
    - 初日舞台挨拶 関西（2007.11.3〜4）
    - 公開記念イベント（新宿ロフトプラスワン 2007.10.29）
    - POSTER GALLERY

  - 初回限定特典
    - CD-ROM（映画本編で登場する「アイドル＝Chiharu」ファンのPCデスクトップが再現できる素材集）
    - 解説書「監督：田﨑竜太対談集 BATTLE TO THE NEXT」（32P）
    - 特製アウターケース&デジパック仕様（初回生産分終了後は封入特典無しのトールケース仕様）
- 仮面ライダー THE FIRST & THE NEXT Blu-ray（3枚組、2016年8月3日発売）
  - ディスク1：『仮面ライダー THE FIRST』本編Blu-ray
    - 映像特典
      - SHORT TRAILER
      - TRAILER
      - TV SPOT

    - 音声特典
      - オーディオ・コメンタリー（プロデューサー：白倉伸一郎×監督：長石多可男）

  - ディスク2：『仮面ライダー THE NEXT』本編Blu-ray
    - 映像特典
      - SHORT TRAILER
      - TRAILER
      - TV SPOT

    - 音声特典
      - オーディオ・コメンタリー（黄川田将也×監督：田﨑竜太 / 劇場公開版「RELEASE Ver.」のみ）

  - ディスク3：特典Blu-ray
    - 仮面ライダー THE FIRST & THE NEXT座談会 ‐魂を継ぐ者たち‐（黄川田将也×高野八誠×加藤和樹×『THE NEXT』監督：田﨑竜太×アクション監督：横山誠 / 新規収録）
    - 『仮面ライダー THE FIRST』映像特典（コレクターズエディションと共通）
      - メイキング オブ 仮面ライダー THE FIRST
      - 製作発表記者会見
      - 公開初日舞台挨拶 東京
      - 公開初日舞台挨拶 関西
      - 第18回 東京国際映画祭
      - ベイコム映画試写会
      - HMVイベント
      - POSTER GALLERY

    - 『仮面ライダー THE NEXT』映像特典（コレクターズエディションと共通）
      - メイキング オブ 仮面ライダー THE NEXT
      - 森絵梨佳のCG現場体験レポ
      - 製作発表記者会見（2007.7.4）
      - スペシャルナイト（新宿バルト9 2007.10.19）
      - ISSA×「仮面ライダーTHE NEXT」インストアイベント（タワーレコード渋谷店 2007.10.21）
      - 初日舞台挨拶 関東（2007.10.27）
      - 初日舞台挨拶 関西（2007.11.3‐4）
      - 公開記念イベント（新宿ロフトプラスワン 2007.10.29）
      - POSTER GALLERY

  - 封入特典
    - ブックレット（16P）

  - 初回限定特典
    - 特製スリーブケース

## ネット配信
- 東映特撮YouTube Official

2019年11月23日 - 12月22日

## 他媒体展開

### ショー
『仮面ライダージオウ ファイナルステージ』
『仮面ライダージオウ』の舞台劇。V3が登場。